# Гадд, Александр Оттович
Александр Оттович Гадд, Гадд 1-й (12 (24) февраля 1875, Кронштадт — 26 декабря 1960, Хельсинки) — русский контр-адмирал. Капитана первого ранга за отличие в делах против неприятеля (30.07.1915), произведён в контр-адмиралы по корпусу Императорских армии и флота 14 января 1930 года
(по другим данным в контр-адмиралы был произведён 14.6.1918 или в сентябре 1918 года). Сын генерал-лейтенанта Гадда Отто Федоровича, брат другого контр-адмирала Георгия Оттовича Гадда.

## Биография
В 1895 год окончил Морской корпус. Служил на Балтийском флоте.
Окончил в 1902 году водолазную школу, в 1904 году Минные офицерские классы и в 1907 году Курсы подводного плавания.
Офицер подводного плавания. Командир подводных лодок
- «Осётр» (1904)
- «Сиг» (1905—1907)
- «Макрель» (1907)
- «Крокодил» (1907—1908)
- «Кайман» (1908—1910)

В 1909 году возглавлял подкомиссию офицеров подплава по выбору лучшего проекта строительства подводных лодок для Чёрного моря (будущие типы «Морж» и «Нарвал»).
В 1910 году некоторое время исполнял обязанности начальника 2-го дивизиона подводных лодок Балтийского моря.
Переведён на Черноморский флот, в 1910—1912 годах — командир Дивизиона подводных лодок Черноморского флота. Впоследствии командовал канонерскими лодками «Донец», «Кубанец», эскадренным миноносцем «Дерзкий». Командир крейсера «Память Меркурия». Принимал участие в боевых действиях во время Первой мировой войны. 30 июля 1915 года ему было присвоено звание капитана первого ранга, в 1916 награждён Георгиевским оружием.

## Служба после Февральской революции 1917 года
В 1918 году капитан первого ранга А. Гадд был командиром бригады морских тральщиков в Одессе. До конца июля одесский порт и фарватер были полностью очищены от мин. Военный флот обеспечил безопасность морских перевозок, и до конца 1918 года ни одно торговое судно не подорвалось на этих минах. Это траление считается первой боевой операцией Украинского Флота в XX веке.
В сентябре 1918 года начальник бригады траления А. О. Гадд произведён в контр-адмиралы.
По возвращении немцами кораблей Черноморского флота, 12 ноября 1918 года был объявлен приказ Гетмана об утверждении боевого состава флота, а также о призыве на службу офицеров и матросов.
14 ноября 1918 года Адмирал Андрей Покровский был назначен Министром морских дел Украинской Державы, его заместителями стали: контр-адмирал Николай Максимов в Одессе и контр-адмирал Александр Гадд в Киеве.
После антигетманского восстания Директории переезжает в Севастополь и переходит на службу ВСЮР.
В 1920 эмигрирует в Константинополь. Переезжает в Варну, затем в Париж. Член Парижской кают-компании (1924—1930).
Последние годы жил в Хельсинки, где и умер 26 декабря 1960 года.